# Gustav Philippson
Gustav Philippson (* 17. Februar 1816 in Dessau, Anhalt-Dessau; gestorben 11. Januar 1880 in Berlin) war ein deutscher Lehrer, Schriftsteller, Rabbiner und Abgeordneter.

## Leben
Gustav Philippson stammte aus einer jüdischen Familie. Er war der Sohn des Lehrers an der jüdischen Freischule in Dessau und späterem Handelsmann Simon Philippson (1778–1848) und Vetter des Rabbiners Ludwig Philippson.
Philippson immatrikulierte sich im Oktober 1836 an der Friedrich-Wilhelms-Universität in Berlin und studierte dort bis 1840. Daneben erhielt er Talmudunterricht bei Rabbiner Öttinger. Im Januar 1841 immatrikulierte er sich erneut an der Berliner Universität und promovierte zum Dr. phil. Danach betrieb er in Prag talmudische Studien bei Salomo Juda Rapoport.
Ab 1842 unterrichtete er Religion und jüdische Geschichte an der Franzschule für Hebräische und Deutsche Sprache (Herzogliche Franzschule) in Dessau, die aufgrund seiner Ideen 1848 zur „Handelsschule“ reformiert wurde. Gleichzeitig wirkte als Prediger der jüdischen Gemeinde in Dessau. Im Frühjahr 1849 wurde Philippson als Abgeordneter in den Landtag für das Herzogtum Anhalt-Dessau gewählt. Dem Landtag gehörte er auf der Seite der Demokraten bis zur Auflösung des Landtags am 21. Juli 1851 an. Er war Mitbegründer des anhaltinischen Handwerker- und Gesellenvereins. Aufgrund seiner demokratischen Tätigkeit musste der in der Reaktionsära jahrelang Beobachtung, Zurücksetzung und Gehaltskürzungen erleiden.
1869 wurde er Rabbiner in Berlin.
1868 nahm er an der Kasseler Rabbinerversammlung teil.

## Schriften
- Die Zerstörung des ersten Tempels. Ein Oratorium in drei Abtheilungen, Anhang zur Schrift von M. J. Ernst, Zeitstimmen der Dreiuneinigkeit an die Zionswächter im Judenthume. 1841.
- Hat die Kanzelberedsamkeit die Ironie zu verbannen? Eine homiletische Frage. In: Literaturblatt des Orients. Leipzig 1841, S. 77–80.
- Die eheliche Liebe bei den alten Hebräern. In: Literaturblatt des Orients. Leipzig 1841, S. 670–672, 685–688.
- Der Golem und die Ehebrecherin. Eine Prager Legende. Gedicht, 1841. In: Sulamith: eine Zeitschrift zur Beförderung der Cultur und Humanität unter den Israeliten. Hrsgg. von David Fränkel, Achter Jahrgang, Dessau 1843, Heft 2, S. 254–257 (Digitalisat bei Compact Memory).
- Die Judenfrage von Bruno Bauer, näher beleuchtet von Dr. Gustav Philippson. 1843.
- Geschichte der herzogl. Franzschule in Dessau von ihrer Entstehung 1799 bis zu ihrer Auflösung 1869. 1869.
- Schoschanim. Ein Blick in die Vergangenheit. Federzeichnungen aus dem Leben des jüdischen Volkes. 1871.